# Île de Ratones Grande
L'île de Ratones Grande (« île du grand rat » en français) se situe dans l'océan Atlantique, sur le littoral sud du Brésil, entre l'île de Santa Catarina et le continent, dans la baie Nord. Elle fait partie de la municipalité de Florianópolis. Elle est voisine de l'île de Ratones Pequeno, plus petite et se trouve non loin de l'embouchure du rio Ratones, auquel elles ont donné leur nom.
L'île abrite une forteresse, Santo Antônio de Ratones.
L'origine de son nom est attribuée à Juan Díaz de Solís, navigateur et explorateur au service de la couronne espagnole, qui aborde l'île de Santa Catarina pour la première fois en 1514, à l'époque connue sous le nom de « Meiembipe » et peuplée uniquement d'indigènes. À la vue des deux îles, ils les nomme « Raton Grande » et « Raton Pequeño » (« grand rat » et « petit rat » en français), pour leur forme de rat allongé sur les eaux. L'ensemble de ces deux îles fut alors dénommé « islas de los Ratones », ce qui mena à leur nom actuel en portugais.